# Джиффленга
Джиффленга (итал. Gifflenga) — коммуна в Италии, располагается в регионе Пьемонт, в провинции Бьелла.
Население составляет 111 человек (2008 г.), плотность населения составляет 56 чел./км². Занимает площадь 2 км². Почтовый индекс — 13030. Телефонный код — 0161.
Покровителями коммуны почитаются святитель Мартин Турский, празднование 11 ноября, и святой San Pietro.

## Демография
Динамика населения:

## Администрация коммуны
- Официальный сайт: http://www.comune.gifflenga.bi.it/